# بیردزلی (مینه‌سوتا)
بیردزلی، مینه‌سوتا (به انگلیسی: Beardsley, Minnesota) یک شهر در ایالات متحده آمریکا است که در مینه‌سوتا واقع شده‌است.

## خصوصیات
بیردزلی ۱٫۲۲ کیلومترمربع مساحت و ۲۳۳ نفر جمعیت دارد و ۳۳۴ متر بالاتر از سطح دریا واقع شده‌است.